# Theodóros Metochités
Theodóros Metochités (též T(h)eodoros nebo T(h)eodor a Metochites, Metochítis, Metochit nebo Metochyta, starořecky Θεόδωρος Μετοχίτης; 1270, Nikaia - 13. března 1332, Konstantínopol) byl byzantský učenec, polyhistor, politik, mecenáš umění působící v období tzv. palaiológovské renezance. Byl autorem řady literárních prací a dopisů, jeho žák Nikéforos Grégoras ho nazval chodící knihovnou. Někdy bývá považován za předchůdce renezančního humanismu a inspiroval následující generaci řeckých učenců.

## Život
Theodóros se narodil v/kolem roku 1270 do rodiny Metochitů, jeho otcem byl pravoslavný klerik Georgios Metochita, obhájce unie se Západem během vlády Michaela VIII. Palaiologa. Pro prounijní názory museli oba v roce 1283 odjet z Konstantinopole do vyhnanství do Nikaie. Již v mládí jevil Theodóros zájem o filozofii a v roce 1290 byl císařem Andronikem II. pro své studijní výsledky a literární činnost povolán zpět. Postupně císař Theodorovi svěřoval rozličné diplomatické a státní úkoly. V roce Theodóros 1295 získal tituly logothetes tón agelon a logothetes tón oikeiakon. V roce 1298 vedl diplomatickou misi do Srbska a sjednal sňatek císařovy dcery Simonis a srbského cara Milutina. V díle Presbeutikos týkajícím se této mise podal Metochités cenné poznatky o byzantském vlivu na slovanskou zemi.
V roce 1305 Theodóros nahradil svého bývalého přítele Nikéfora Chumna na pozici hlavního ministra (mesazóna) a úřad si podržel až do roku 1328, kdy byl císař Andronikos II. svržen. Kromě toho získal v roce 1305 titul logothetes tú geniku (výběrčí daní). V letech 1316 až 1321 financoval obnovu monastýru v Chóře a nechal k němu vystavět nový kostel. Klášterní knihovně věnoval svou rozsáhlou sbírku antických děl (přes 80 autorů). V roce 1321 získal titul velkého logothéta (megas logothetes). Po úspěšné vzpouře proti císaři byl Metochités jako jeho přívrženec uvězněn a byl mu zkonfiskován majetek. Potom byl poslán do vyhnanství do Didymoteichonu a jeho palác byl zničen. Vrátit se do Konstantinopole směl až v roce 1330, nemohl však dále veřejně působit, a vstoupil proto do kláštera Chóra, kde za dva roky zemřel.

## Dílo
Theódora zajímala astronomie, naopak minimální zájem jevil o teologii. Pokusil se očistit přírodní vědy od fatalismu a pověrčivosti či magie. Byl velmi sečtělý v antických spisech Aristotela a Platóna, jakož i dalších řeckých filozofů. Většina jeho děl až na dopisy je zachována, ale nebyla publikována.
Hlavním Theódorovým dílem jsou Rozmanitosti filozofické a historické (řecky Hypomnématismoi kai sémeióseis gnómikai, latinsky i Miscellanea  či Miscellanea philosophica et historica, jak se označuje od svého prvního a dosud jediného vydání; sám autor ho pravděpodobně nazval Sémeióseis gnómikai). Je to sbírka více kratších děl, poznámek a nápadů (120 esejí). Zabývá se různými otázkami (filozofie, náboženství, etika, astronomie, matematika, fyzika, politika, historie,...) Nevyniká originálností (obsahuje eseje odkazující na Aristotela, Platóna a Plutarcha), ale dokazuje Metochitovy rozsáhlé encyklopedické znalosti.  K byzantské inteligenci Metochites zaujal kritický přístup a vytýkal jí mrtvý formální klasicismus a helenocentrismus, který Řekům bránil hledat moudrost děl jiných národů. V rozporu s byzantskou ideologií pochopil, že Byzantská říše není dovršením, ale jen etapou dlouhodobého vývoje světa, který vnímal jako divadlo (pankosmion theatron).
Dále Theódoros vytvořil Úvod do astronomie (Stoicheiósis epi té astronomické epistémé; ke studiu přírodních věd (matematiky a astronomie) ho přivedly prvky platónské filozofie a přesvědčení o nestálosti hmoty), různé řeči, např. O etice nebo výchově (Éthikos é peri paideias) a oslavné řeči (enkomia) jako Na Andronika II. a Oslava Byzantia čili o císařském velkoměstě (Byzantios é peri basilidos megalopoleós) a jiné, dále odpovídal na Chumnovu kritiky (Proti těm, kteří používají jazyka bez vzdělání, Elenchos kata tón apaideutós), sepsal zprávu o diplomatické misi v Srbsku (Presbeutikos), je autorem dvaceti básní v hexametrech  a nedochované korespondence.